# Benjo Cruz
Benjamín Inda Cordeiro (Santiago del Estero, 12 de enero de 1942–Teoponte, 6 de septiembre de 1970) conocido artísticamente como Benjo Cruz  y conocido en batalla como Casiano, fue un músico, poeta y guerrillero de izquierda argentinoboliviano.

## Biografía
Hijo de un periodista argentino y una maestra boliviana (Carmen Ponce), de quien aprende las coplas en quechua sureño y la música boliviana, realizó sus estudios en el Colegio San Calixto de la ciudad de La Paz y posteriormente estudia medicina en Argentina. Regresó a Bolivia a fines del año 1965, junto a su esposa Elvira. 
Se compromete con la canción social de protesta y cuando llega a sus manos la convocatoria de Inti Peredo para los más valerosos compañeros del Che Guevara a volver a la montaña, dijo de manera tácita: «Cambio mi guitarra por un fusil… para justificar mi canto». En julio de 1969, se integra a filas del Ejército Liberación Nacional (ELN) en las zona de Teoponte, región selvática del norte de La Paz, conocida como la Guerrilla de Teoponte, teniendo el primer combate el 26 de agosto de 1970 en Chocopani, donde fue herido junto a otros compañeros y el 6 de septiembre de 1970. Al ser emboscados, fueron asesinados bajo la orden del coronel Alfredo Ovando Candia.
Al entierro de Benjo Cruz, asistieron miles de universitarios, artistas, intelectuales, fabriles y campesinos. A insistencia de los familiares de los caídos, los restos fueron analizados por antropólogos forenses, que determinaron que los restos entregados como si hubieran sido de Benjo Cruz, correspondían a Hugo Borquez.
El año 1970, la empresa discográfica Discolandia, edita en Estudios Lyra, una grabación realizada con anterioridad por Benjo Cruz junto a los músicos Percy Bellido, Mario Gallardo y Carlos Medina, y la publica con el título «… A su pueblo».

## Legado
- El cantautor venezolano Alí Primera, compuso e interpretó la canción «El Cantor de Bolivia», en honor a Benjo Cruz.